# José Adolfo Terrones Benítez

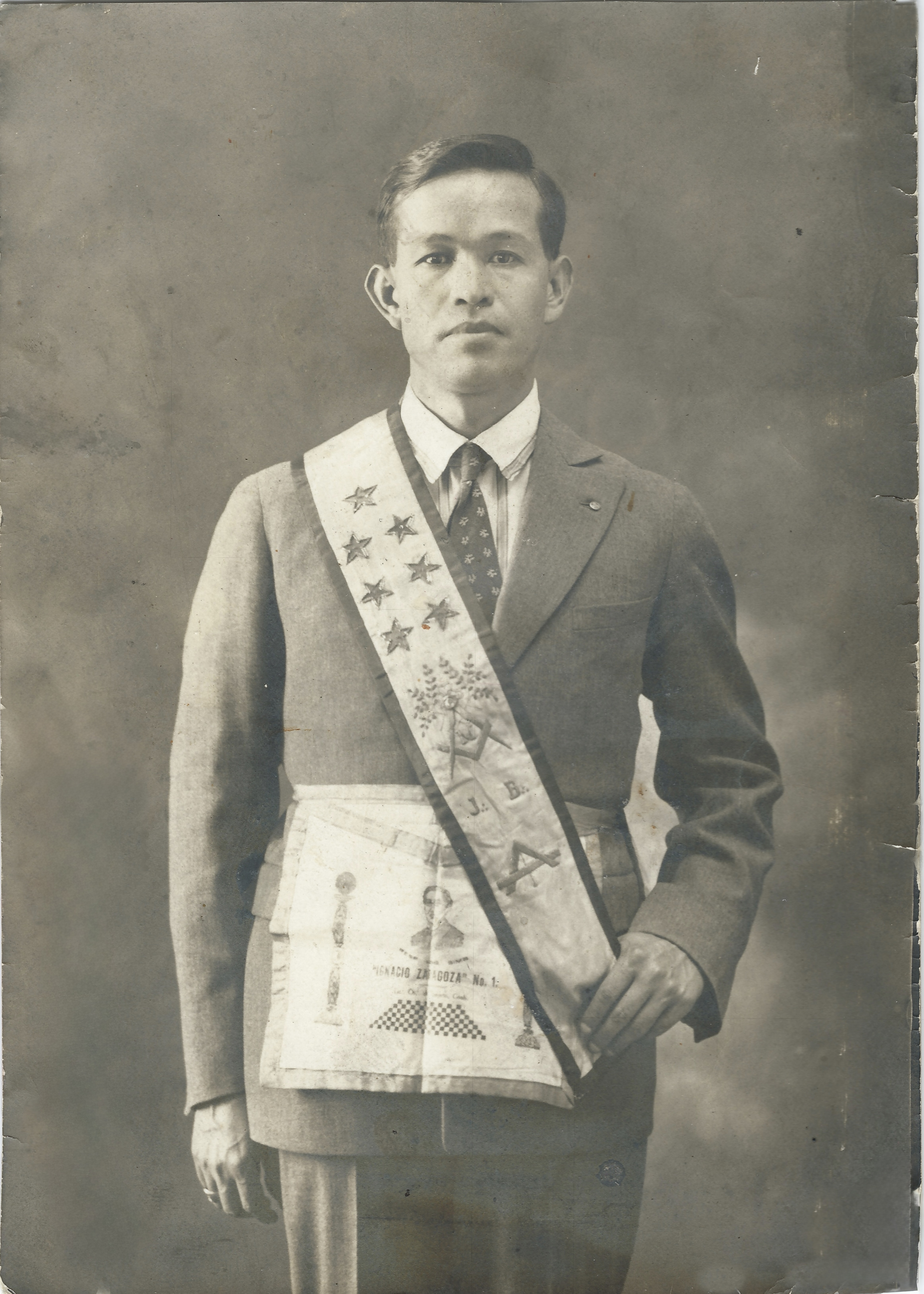
Gral. Adolfo Terrones Benítez

José Adolfo Terrones Benítez fue un militar mexicano con idealismo villista que participó en la Revolución mexicana. 
Nació en la ciudad de Nazas, Durango, en el año de 1881 y estudió su educación primaria elemental y superior en su tierra natal. Se trasladó a la Ciudad de México, D.F., donde terminó sus estudios como Ingeniero.

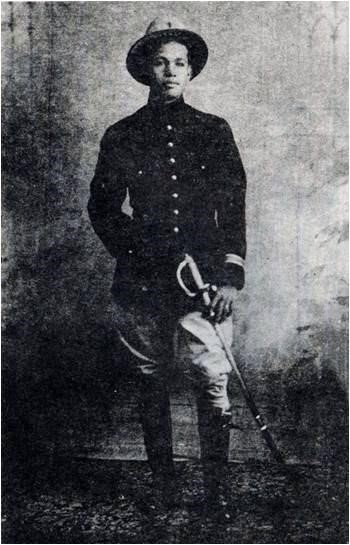
José Adolfo Terrones Benítez

Sus padres fueron José Antonio Terrones Solano y María Candelaria Benítez Arroyo, casados el 25 de septiembre de 1886 en la iglesia de San Pedro Apóstol, originarios de la ciudad de San Francisco de Nombre de Dios. Sus abuelos paternos: Trinidad Terrones y Fabiana Solano. Abuelos maternos: Victoriano Benítez y Cristina Arroyo. Hermano de Don Alberto Terrones Benítez, quien nació el 3 de julio de 1887 en esta misma población Nombre de Dios. Don Alberto fue diputado Federal y Senador de la República Mexicana y Gobernador de Durango, emprendió una intensa y amplia campaña en contra del alcoholismo y los juegos de azar; desde entonces dejó de funcionar el hipódromo de Durango. Hermano también de Arturo Terrones Benítez, quien fue el segundo gran Maestro de La Muy Respetable Gran Logia Guadalupe Victoria de Antiguos, Libres y Aceptados Masones del Estado de Durango y uno de los diputados constituyentes de 1917, y de Alfonso Terrones Benítez, quien también participaba en el comité de campaña del candidato a Gobernador como sexto vocal y como presidente de la Liga de Defensa Revolucionaria.
Como militar fue revolucionario distinguido. Se unió al villismo en 1913 y participó en las principales batallas villistas, como Torreón y Zacatecas. Fue ayudante de Pastor Rouaix de 1917 a 1920, dedicándose a las cuestiones agrarias de la Secretaría de Fomento. Combatió como oficial de la División del Norte, respectivamente en la escolta de "Dorados", en la Brigada González Ortega (del general Toribio Ortega), en la Brigada Primera de Durango (del general Orestes Pereyra) y en la Brigada Caloca (de la gente de Pánfilo Natera).
En 1932 cambio su residencia a la Ciudad de México y ocupó diversos cargos importantes dentro de la Secretaría de la Defensa Nacional; también fue comandante militar de varias zonas militares.

Topógrafo de carrera, fue condiscípulo del Ingeniero Pastor Rouaix, con quien más tarde trabajó en el levantamiento de algunos predios agrícolas del Estado de Durango, que sirvieron de base para que más tarde se continuara con el levantamiento topográfico de toda la entidad a efecto de elaborar el primer mapa confiable del Estado que editó la Secretaria de Agricultura y Fomento en el año de 1920.

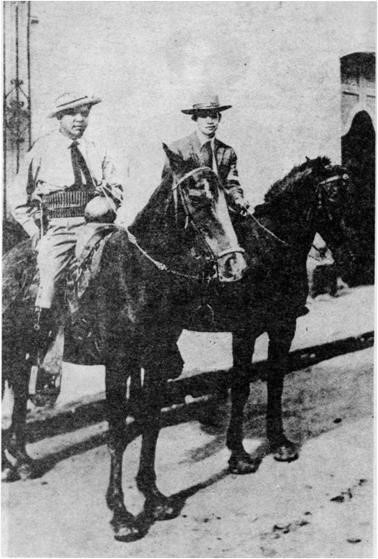
José Adolfo Terrones Benítez

Como topógrafo tuvo la oportunidad de conocer el Estado en que se encontraba la distribución de la riqueza del Estado de Durango y la explotación inhumana de que eran objeto los campesinos ya que, una sola persona era propietaria de más de la cuarta parte de la superficie total de la Entidad. Esta circunstancia motivó que cuando se inició el movimiento armado en 1910, José Adolfo tuviera participación destacada como intelectual. Y activista d la causa revolucionaria.
Más tarde en 1913 a raíz del cuartelazo de Victoriano Huerta, se incorporó a las filas del Gral. Orestes Pereira para luchar contra el huertismo. Participó en las primeras acciones bélicas que se realizaron en el Estado de Durango, durante la etapa de la revolución Constitucionalista y tuvo una intervención muy destacada en la primera toma de Torreón, donde fue objeto de felicitación personal del Gral. Francisco Villa por una acción de arrojo que salvó el que uno de los trenes de la división del Norte, cayera en manos del enemigo.
También participó destacadamente en la histórica batalla de la toma de Zacatecas, acciones donde alcanzó el grado de teniente coronel.
Fue el fiscal militar en el Consejo de Guerra que sentenció a muerte a Francisco Murguia.

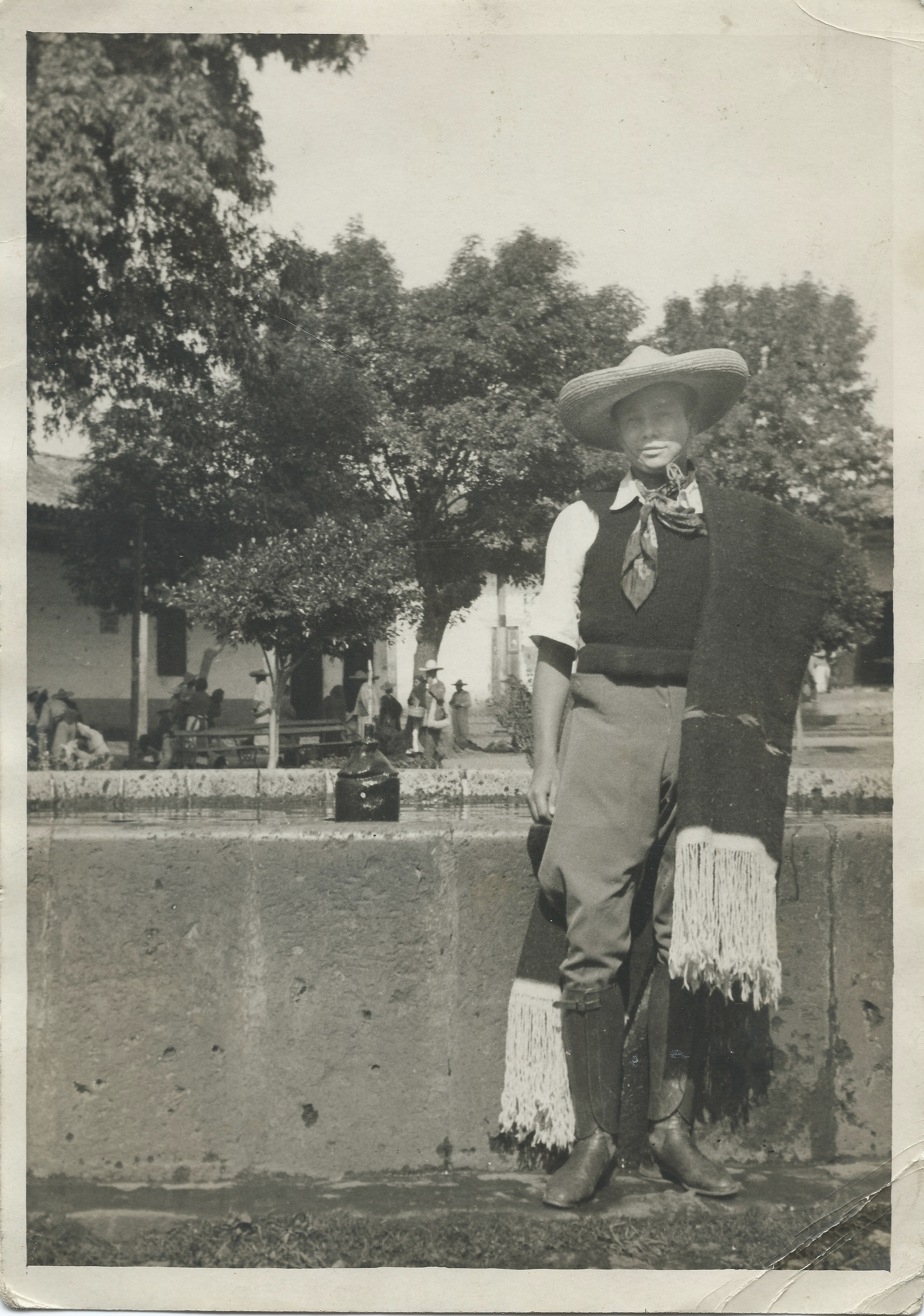
Adolfo Terrones Benítez

Cuando el movimiento armado terminó la etapa violenta de la revolución y se instaló el ejército mexicano, José Adolfo Terrones Benítez se incorporó al servicio activo del ejército y en el año de 1950 recibió el grado de general brigadier.
Cuatro años más tarde en el año de 1954, recibe el grado de general de brigada y en 1958 es ascendido a general de división. Ocupó cargos muy importantes como militar en la Secretaria de la Defensa Nacional destacando entre otros el de director general de infantería, comandante de las zonas militares de Mérida, Yuc., y San Luis Potosí y el del miembro de la comisión Consultiva del Sr. Secretario del ramo.
Adolfo Terrones Benítez publicó una serie de artículos en El Legionario. Órgano de la Legión de Honor Mexicana en los números 25 al 72 (1955, 1956 y 1957).
Murió en Chilpancingo, Gro., el día 26 de diciembre de 1971 y fue inhumado con los honores de su cargo en el panteón militar de la Ciudad de México, Distrito Federal.
Fue Masón grado 33. Fue uno de los fundadores de la masonería actual en México y autor de tres libros que hasta la fecha son consultados, siendo estos: - Los 33 temas del Aprendiz Masón. - Los 21 Temas del Compañero Masón y los 27 Temas del Maestro Masón.
La educación masónica definida como tal en el libro de los 33 temas del aprendiz masón de Adolfo Terrones Benítez, consiste en comprender, interpretar y propagar prácticamente los principios dogmáticos, dentro de la moral filosófica misma que conduce al conocimiento de la ortodoxia masónica. Pero que debemos entender por esta última el estar de acuerdo con la doctrina fundamental que en este caso son las enseñanzas emanadas de la masonería, sus principios, fines y métodos racionales apoyados por símbolos y alegorías, se estudia y trabaja en la construcción de una sociedad humana fundada en el Amor Fraternal.
La instrucción es muy clara en la liturgia cuando dice: iros y mezclaros otra vez en el mundo, pero no olvidaros de ser prudentes, diligentes, moderados y discretos, recordad que en esta ara habéis jurado solemnemente ayudar con cordialidad, en proporción a vuestros deberes, al hermano que necesita nuestra asistencia, que habéis ofrecido corregir sus faltas con suavidad y ayudarle en su reforma, vindicar su opinión cuando sea calumniado y surgir en su defensa en las circunstancias más favorables, aún cuando su conducta sea justamente reprensible, para que todo el mundo vea que los masones nos amamos los unos a los otros, así como la tolerancia y el amor a nuestros semejantes es un secreto cumplido de nuestros trabajos. Se nos encarga hacer el bien a todos, con un porte amable, justo y virtuoso, vivir en estrecha unión, buscando que la paz more entre nosotros y nos una la fraternidad eternamente. Esto es la educación masónica.
Se invita a leer, reflexionar, analizar, aprender, comprender, presentar, y debatir una idea, para finalmente ponerla en práctica fuera de las cuatro paredes que forman o contiene a la logia, la invocación dice que en un ambiente de intelectualidad y fraternidad buscaremos los senderos de nuestra propia superación.
Nos enseña por qué debemos ser prudentes, por qué aprendemos como dominar nuestras pasiones y vicios, por qué ser diligentes, por qué nos debe caracterizar la actividad, lo cuidadoso y exacto que debemos ser para hacer las cosas con el mínimo margen de error para no tener que estar echando culpas si algo sale mal, por no haber puesto atención a los detalles, por qué ser discretos, por qué de nuestra boca no deben salir comentarios si no nos fueron pedidos personalmente, por qué ayudar al hermano que lo solicita, por qué hablar de fraternidad es ir más lejos que dar algo a alguien (primero es dar sin esperar nada a cambio, segundo si se tienen los medios demos sin descuidar a la familia, tercero la vida nos pone en situaciones difíciles y si creemos que nunca vamos a necesitar de los demás estamos equivocados), no se trata de cobrar el favor porque a veces se recibe de quien menos se espera, no esperemos que a quien ayudamos nos lo devuelva, pues otro se encargara de hacerlo y si no ni modo, por qué auxiliar a alguien a reformarse, por qué todos merecemos una segunda y hasta una tercera oportunidad, si al que ayudamos toma conciencia valió la pena el esfuerzo sino es que no fuimos lo suficientemente claros y entonces busquemos otra estrategia, por qué defender al hermano, por qué olvidó o ignoró su juramento y cayó víctima de las pasiones o vicios, por qué pudo más su instinto que su capacidad intelectual, por qué hay que tener tolerancia y amor a nuestros semejantes, por qué la paciencia es una virtud que se aprende en la logia y es un rasgo que nos permite tratar con bondad a los demás, por qué se nos encarga hacer el bien, por qué en nuestra condición de masón sabemos lo que es bueno y lo que es malo y nuestra conciencia es la luz que ilumina nuestras acciones y nunca nos permitirá lastimar, lesionar o agredir a nadie, por qué debemos tener un porte justo y virtuoso, en primer lugar la justicia debe avalar nuestros actos ya que va acompañada de la equidad y esta es el sostén del género humano, así lo señala el primer mandamiento de la francmasonería, por qué debemos vivir en estrecha unión y en paz eternamente, por qué el salmo 133 nos recuerda con su "enunciado” cuán bueno y delicioso es habitar los hermanos en armonía”, lo provechoso, gratificante y satisfactorio que resulta ver a la gente viviendo y compartiendo lejos de odios, guerras, peleas, explotación, etc.
La educación masónica va más allá de aprenderse los signos, palabras, símbolos, emblemas y un tipo de escritura y abreviaturas, como parte de una formación, entrenamiento e instrucción. La instrucción real se dará cuando seamos capaces de aplicar lo señalado líneas arriba y entonces realmente estaremos haciendo masonería y todo el mundo sabrá que esta institución a la que algunos quisieran ver acabada y destruida, está más viva y fortalecida que nunca.